# Borikenophis sanctaecrucis
Borikenophis sanctaecrucis este o specie de șarpe din familia Colubridae. Specia este endemică la Saint Croix, Insulele Virgine Americane.

## Etimologie
Numele specific, sanctaecrucis, se referă la insula Saint Croix, pe care a fost colectat holotipul.

## Habitat
Habitatul natural preferat al lui B. sanctaerucis este pădurea.

## Descriere
B. sanctaecrucis poate atinge o lungime de 102,5 cm (3,36 ft). Are solzi dorsali netezi, care sunt aranjați în 17 rânduri la mijlocul corpului.
Holotipul are o lungime totală de 50 in (130 cm), care include o coadă de 17 in (43 cm) lungime.

## Reproducere
B. sanctaecrucis este ovipar.